# 柏靈頓：熊熊去秘魯
《柏靈頓：熊熊去秘魯》（英語：Paddington in Peru）是一部2024年真人動畫冒險喜劇片，由杜加爾·威爾遜執導（長片導演首部作品），馬克·伯頓、強·福斯特（Jon Foster）和詹姆斯·拉蒙特編劇。本片為《柏靈頓熊》系列電影的第三部作品，改編自米高·邦創作的柏靈頓熊故事。主演陣容包括休·邦尼維爾、艾蜜莉·莫提梅、茱莉·華特絲、吉姆·布洛班特、卡拉·圖斯（Carla Tous）、奧莉薇亞·柯爾曼、安東尼奧·班德拉斯及班·維蕭。電影講述柏靈頓熊返回秘魯拜訪心愛的露西姑姑（Aunt Lucy）；與此同時，布朗（Brown）一家因一個謎團而陷入意想不到的旅程。
本片於2021年2月進入開發階段，2022年6月公布正式片名。電影2023年7月至10月期間在英國、哥倫比亞和秘魯進行主要拍攝。《柏靈頓：熊熊去秘魯》2024年11月8日在英國院線上映。

## 演員
- 休·邦尼維爾飾演亨利·布朗（Henry Brown）
- 艾蜜莉·莫提梅飾演瑪莉·布朗（Mary Brown）
- 瑪德蓮·哈里斯（英语：Madeleine Harris）飾演茱蒂·布朗（Judy Brown）
- 山繆·喬瑟林（英语：Samuel Joslin）飾演強納森·布朗（Jonathan Brown）
- 茱莉·華特絲飾演伯德夫人（Mrs. Bird）
- 吉姆·布洛班特飾演山繆·葛魯柏（Samuel Gruber）
- 奧莉薇亞·柯爾曼飾演克拉麗莎·卡伯特／聖母（Clarissa Cabot / The Reverend Mother）
- 安東尼奧·班德拉斯飾演亨特·卡伯特（Hunter Cabot）
- 卡拉·圖斯（Carla Tous）飾演吉娜·卡伯特（Gina Cabot）
- 班·維蕭聲演柏靈頓熊
- 伊美黛·史道頓聲演露西姑姑（Aunt Lucy）
- 海莉·阿特维尔飾演麥迪遜（Madison）
- 喬爾·弗萊（英语：Joel Fry (actor)）飾演郵差先生喬（Joe the Postman）
- 桑吉夫·巴斯卡爾（英语：Sanjeev Bhaskar）飾演賈弗里博士（Dr Jafri）
- 羅比·吉（英语：Robbie Gee）飾演巴恩斯先生（Mr Barnes）
- 本·米勒飾演蘭開斯特上校（Colonel Lancaster）
- 潔西卡·海尼斯（英语：Jessica Hynes）飾演姬茲小姐（Miss Kitts）
- 西蒙·法納比（英语：Simon Farnaby）飾演空少貝瑞（Barry the Flight Attendant）
- 埃拉·布鲁科莱里（英语：Ella Bruccoleri）飾演修女蘿西塔（Rosita the Nun）

此外，休·葛蘭未掛名客串出演了前集中的菲尼克斯·布坎南（Phoenix Buchanan）。

## 發行
《柏靈頓：熊熊去秘魯》2024年11月3日在倫敦全球首映，11月8日在英國院線正式上映。電影原定2025年1月17日在美國及其他地區上映，後來推遲到2月14日。

### 發行商
2023年5月，映欧嘉纳將包括北美在內的大部分地區出售給索尼影業發行。映欧嘉纳擁有英國、法國、德國、比荷盧聯盟、澳大利亞和紐西蘭的發行權，而索尼將在除中國、日本和俄羅斯以外的其他地區發行本片。2023年10月，本片定檔2024年11月8日由映欧嘉纳英国負責在英國院線上映；2025年1月17日，由哥倫比亞影業透過索尼在美國院線上映。

## 迴響

### 評價
爛番茄根據194條評論，本片獲得93%的新鮮度，觀眾的好評度為87%，平均得分4.3／5。在Metacritic上，本片獲得65分。

## 外部連結
- 互联网电影数据库（IMDb）上《柏靈頓：熊熊去秘魯》的资料（英文）
- Box Office Mojo上《柏靈頓：熊熊去秘魯》的資料（英文）
- Metacritic上《柏靈頓：熊熊去秘魯》的資料（英文）
- 爛番茄上《柏靈頓：熊熊去秘魯》的資料（英文）
- AllMovie上《柏靈頓：熊熊去秘魯》的资料（英文）
- 開眼電影網上《柏靈頓：熊熊去秘魯》的資料（繁體中文）
- 豆瓣电影上《柏靈頓：熊熊去秘魯》的資料 （简体中文）
- 时光网上《柏靈頓：熊熊去秘魯》的資料（简体中文）